# Ernest K. Gann
Ernest Kellogg Gann (* 13. Oktober 1910 in Lincoln, Nebraska; † 19. Dezember 1991 in Friday Harbor, Washington) war ein US-amerikanischer Pilot, Autor, Segler und Naturschützer.

## Leben
Gann wuchs in wohlhabenden Verhältnissen als Sohn eines leitenden Angestellten der General Telephone and Telegraph Company auf. Entgegen dem Wunsch seines Vaters, eine Karriere im selben Unternehmen anzustreben, befasste er sich lieber mit Fotografie, dem Filmen und der Luftfahrt. Sein Desinteresse an der Schule spiegelte sich in den Schulnoten wider, weshalb seine Eltern ihn an die Culver Military Academy schickten. Aufgrund seines Interesses am Filmen schrieb er sich an der Yale School of Drama ein, ohne jedoch seinen Studiengang abzuschließen. Danach arbeitete er in New York City in der Radio City Music Hall.
Am 18. September 1933 heiratete Gann Eleanor Helen Michaud, mit welcher er drei Kinder hatte.
Durch eine zufällige Bekanntschaft erhielt Gann einen Job in Verbindung mit der Dokumentarfilmreihe The March of Time des Time Magazine. Bei den Dreharbeiten der Episode March of Time: Inside Nazi Germany entkam er nur knapp der Verhaftung durch deutsche Truppen.

## Fliegerische Karriere
Zurück in den USA zog Gann mit seiner Familie nach Congers in Rockland County. Anfang 1935 begann er eine Pilotenausbildung bei der Fluglehrerin Rosamond Blauvelt, der ein Flugfeld nördlich von New York City und ein Schulungsflugzeug des Typs Stinson Reliant gehörten. Auf diesem Typ machte er am 30. April 1935 seinen ersten Alleinflug und erhielt die Privatpilotenlizenz. Kurz darauf erwarb Gann einen Doppeldecker des Typs Brunner-Winkle Bird, den er in seiner Freizeit nutzte. Während der Weltwirtschaftskrise in den 1930er-Jahren verlor er seine Arbeit. Gann zog daraufhin nach Kalifornien, in der Hoffnung, eine Anstellung in der Filmindustrie zu finden. Dort verrichtete er jedoch nur Gelegenheitsjobs. Während seiner Zeit in Kalifornien schrieb er weitere Kurzgeschichten. 
In den späten 1930er Jahren entschied sich Gann zur Rückkehr nach New York, wo er am 15. Juli 1939 eine Ausbildung zum Berufspiloten bei American Airlines begann und Erfahrungen auf der Douglas DC-2 und DC-3 sammelte. In den folgenden acht Jahren war er für American Airlines tätig. Während des Zweiten Weltkriegs flog Gann bei American Airlines auch Auftragsdienste für das Air Transport Command der United States Air Force. Im Rahmen der militärischen Charterflüge überführte er unter anderem Maschinen der Typen DC-3, DC-4, Consolidated C-87 und Lockheed Lodestar nach Europa, Afrika, Südamerika und Asien. Einige besonders prägende Erfahrungen machte er bei Flügen für die Luftbrücke The Hump im Himalaya.
Nach dem Krieg begann Gann für die neu gegründete Matson Airlines zu arbeiten, für die er mit Douglas DC-4 von der US-Westküste nach Honolulu flog. Nachdem diese Fluggesellschaft ihren Betrieb am Ende der 1940er-Jahre einstellte, wechselte Gann zur Transocean Air Lines. Aufgrund des kommerziellen Erfolges seiner Romane, beendete er im Jahr 1952 seine Karriere als Berufspilot und widmete sich fortan beruflich ausschließlich der schriftstellerischen Tätigkeit. Gann erwarb in den Folgejahren mehrere Privatflugzeuge, die er in seiner Freizeit nutzte.

## Tätigkeit als Schriftsteller
Gann verfasste zahlreiche Werke, in denen er seine Erlebnisse verarbeitet, wie Blaze of Noon (1946), The High and the Mighty (1953) und Fate is the Hunter (1961). Seine Bücher bildeten die Grundlage mehrerer Filme wie Es wird immer wieder Tag, Das letzte Signal, Treffpunkt Hongkong, Bezwinger des Todes, Bruchlandung im Paradies und Der Flieger. Die meisten seiner Werke betreffen seine fliegerische Tätigkeit, jedoch schrieb er auch über seine Erlebnisse als Fischer und Segler.
Trotz einiger Erfolge durch die Veröffentlichung von Artikeln und Büchern empfand Gann sein Leben nunmehr als beengend, langweilig und wenig abenteuerlich. Er ließ sich von seiner gesundheitlich angeschlagenen Frau scheiden, welche am 23. Dezember 1966 verstarb. Etliche weitere Schicksalsschläge ereilten Gann, so auch der tragische Tod seines ältesten Sohnes im Jahr 1973.
In dieser Zeit widmete Gann sich einer weiteren Leidenschaft, der er schon seit Kindheit anhing: dem Segeln. In Rotterdam erwarb er die Albatross, ein Segelschiff mit Metallrumpf, das er selbst über den Atlantik durch den Panamakanal in die San Francisco Bay segelte. Dort wurde das Schiff überholt, und Gann unternahm damit ausgedehnte Fahrten im Südpazifik.
Zum 50. Jahrestag seiner Beförderung zum Captain der American Airlines hob Gann im Herbst 1991 zum letzten Mal in einem Flugzeug ab. Dies war sein letzter Flug; am 19. Dezember 1991 starb er in seiner Heimat in Friday Harbor an Nierenversagen.